# Metalimnobia (Metalimnobia) biannulata
Metalimnobia (Metalimnobia) biannulata is een tweevleugelige uit de familie steltmuggen (Limoniidae). De soort komt voor in het Oriëntaals gebied.